# Bradshaw (Nebraska)
Bradshaw – wieś w Stanach Zjednoczonych, w stanie Nebraska, w hrabstwie York.